# Pallacanestro alla XXIX Universiade - Torneo femminile
Il Torneo di pallacanestro maschile della XXIX Universiade si è svolto a Taipei, Taiwan, nel 2017. Al torneo hanno partecipato 16 squadre.

## Classifica
| -       | Paese         | Formazione |
| ------- | ------------- | --- |
| Oro     | Australia     | Clydesdale · Panousis · Mckay · Scherf · Wilson · Sharp · Turner · Froling · Brook · Wehrung · Garbin · Wallace      |
| Argento | Giappone      | Murayama · Fujioka · Tamura · Yasuma · Kato · Hayashi · Tsumura · Taniguchi · Tanaka · Ogasawara · Nakada · Fujimoto |
| Bronzo  | Taipei cinese | Pin · Yen-yu · Wei-an · Cing · Yu-lien · Ya-en · Wei-lin · Hsiang-ting · I-hsiu · Ling-chuan · Yu-ting · Yu-chin     |
| 4       | Russia        | |
| 5       | Stati Uniti   | |
| 6       | Svezia        | |
| 7       | Canada        | |
| 8       | Rep. Ceca     | |
| 9       | Portogallo    | |
| 10      | Ungheria      | |
| 11      | Argentina     | |
| 12      | Lituania      | |
| 13      | Polonia       | |
| 14      | Cile          | |
| 15      | Corea del Sud | |
| 16      | Uganda        | |